# Acacia subulata
Acacia subulata là một loài thực vật có hoa trong họ Đậu. Loài này được Bonpl. miêu tả khoa học đầu tiên.